# Хотчкисс, Джедедия
Джедедия (Джед) Хотчкисс (англ. Jedediah Hotchkiss, 30 ноября 1828 — 17 января 1899) — американский картограф, участник Гражданской войны. Самый известный картограф и топограф той войны. Считается, что его точные карты долины Шенандоа помогли Джексону выиграть Кампанию в долине Шенандоа в 1862 году.

## Ранние годы
Хотчкисс родился в Уинсоре, штат Нью-Йорк. Дом где он родился, известен как «Дом Джедедия Хотчкисса» (англ. Jedediah Hotchkiss House), был внесён в Национальный реестр исторических мест США в 1982 году.
Он окончил Уинсорскую академию и в возрасте 18 лет начал преподавать в школе в Ликенс-Велли в Пенсильвании. Через год он переехал в долину Шенандоа и открыл Академию Мосси-Крик в округе Огаста. Одновременно с работой учителя он так же подрабатывал геологом. Исследуя местность вокруг своего дома, он начал, в качестве развлечения, составлять карты местности. В 1853 году он женился на пенсильванке Саре Энн Комфорт (1833 — 1908). В их семье родилось две дочери.
В 1855 году Хотчкисс и его брат Нельсон основали Академию Лох-Уиллоу для мальчиков в Чёрчвилле, Виргиния. 

## Изданные книги
- Evans, Clement Anselm (red.). Confederate military history V.III. — Atlanta, Ga: Confederate Pub. Co., 1899. — 1390 p.

| Работы Хотчкисса |
| --- |
| - Карта округа Раппаханок - Карта округа Рокингем - Карта Вирджинии - Карта округа Мэдисон - Карта сражения при Макдауэлл - Битва в Глуши |